# Coppa del mondo di mountain bike 1998
La Coppa del mondo di mountain bike 1998 organizzata dall'Unione Ciclistica Internazionale (UCI) e supportata da Grundig si disputò per la prima volta in tre discipline: cross country, downhill e dual slalom, con otto tappe per ogni disciplina.

## Cross country
| Data              | Luogo             | Vincitore           | Vincitrice         |
| ----------------- | ----------------- | ------------------- | ------------------ |
| ?                 | Napa Valley       | Rune Høydahl        | Alison Sydor       |
| ?                 | Silves            | Cadel Evans         | Paola Pezzo        |
| ?                 | Budapest          | Thomas Frischknecht | Chantal Daucourt   |
| ?                 | Sankt Wendel      | Filip Meirhaeghe    | Gunn-Rita Dahle    |
| ?                 | Plymouth          | Cadel Evans         | Laurence Leboucher |
| ?                 | Canmore           | Cadel Evans         | Alison Sydor       |
| ?                 | Conyers           | Hubert Pallhuber    | Laurence Leboucher |
| ?                 | Bromont           | Christophe Dupouey  | Gunn-Rita Dahle    |
| Classifica finale | Classifica finale | Cadel Evans         | Alison Sydor       |

## Downhill
| Data              | Luogo             | Vincitore           | Vincitrice             |
| ----------------- | ----------------- | ------------------- | ---------------------- |
| ?                 | Stellenbosch      | Nicolas Vouilloz    | Anne-Caroline Chausson |
| ?                 | Nevegal           | Cédric Gracia       | Sari Jörgensen         |
| ?                 | Les Gets          | Christian Taillefer | Anne-Caroline Chausson |
| ?                 | Big Bear          | David Vazquez       | Anne-Caroline Chausson |
| ?                 | Snoqualmie Pass   | Steve Peat          | Anne-Caroline Chausson |
| ?                 | Sierra Nevada     | Nicolas Vouilloz    | Anne-Caroline Chausson |
| ?                 | Kaprun            | Nicolas Vouilloz    | Anne-Caroline Chausson |
| ?                 | Arai              | Nicolas Vouilloz    | Anne-Caroline Chausson |
| Classifica finale | Classifica finale | Nicolas Vouilloz    | Anne-Caroline Chausson |

## Dual slalom
| Data              | Luogo             | Vincitore     | Vincitrice             |
| ----------------- | ----------------- | ------------- | ---------------------- |
| ?                 | Stellenbosch      | Mike King     | Malin Lindgren         |
| ?                 | Nevegal           | Dave Cullinan | Sari Jörgensen         |
| ?                 | Les Gets          | Dave Cullinan | Katrina Miller         |
| ?                 | Big Bear          | Dave Cullinan | Katrina Miller         |
| ?                 | Snoqualmie Pass   | Brian Lopes   | Katrina Miller         |
| ?                 | Sierra Nevada     | Brian Lopes   | Katrina Miller         |
| ?                 | Kaprun            | Eric Carter   | Katrina Miller         |
| ?                 | Arai              | Brian Lopes   | Anne-Caroline Chausson |
| Classifica finale | Classifica finale | Brian Lopes   | Katrina Miller         |